# Романець Тимур Геннадійович
Тимур Геннадійович Романець (нар. 2 липня 1990) — український футболіст, який грає на позиції захисника. Відомий за виступами у низці українських клубів різних ліг, а також за «Динамо» з Бендер у найвищому дивізіоні Молдови.

## Кар'єра футболіста
Тимур Романець є вихованцем ДЮСШ луцької «Волині». З 2005 року молодий футболіст залучався до ігор дублюючого складу лучан у вищій лізі, а після вильоту команди до першої ліги дебютував у основній команді 28 жовтня 2006 року в грі з сумським «Спартаком». У зв'язку із значним омолодженням складу команди в зимовому міжсезонні 2007 року, Романець став одним із футболістів, на кого вирішив робити ставку в майбутньому головний тренер «Волині» Віталій Кварцяний. Проте на початку 2008 року молодий футболіст отримав запрошення від команди вищої ліги «Зоря» з Луганська. У луганському клубі Романець, щоправда, грав лише за дублюючий склад протягом 2008 року, а з початку 2009 року став футболістом першолігового харківського «Геліоса». у цій кломанді Тимур Романець грав до кінця 2009 року, а на початку 2010 року отримав запрошення від вищолігового молдовського клубу «Динамо» з Бендер. У цій команді він дебютував у вищому футбольному дивізіоні, зігравши в ньому 5 матчів, а в другій половині року грав за польський нижчоліговий клуб «Мотор» з Любліна. На початку 2011 року футболіст повернувся до України, і нетривалий час грав за дублюючий склад київського «Арсенала». Пізніше Романець повернувся на Волинь, де грав за аматорські команди «Ласка» і «Луцьксантехмонтаж № 536».